# Roman Drews

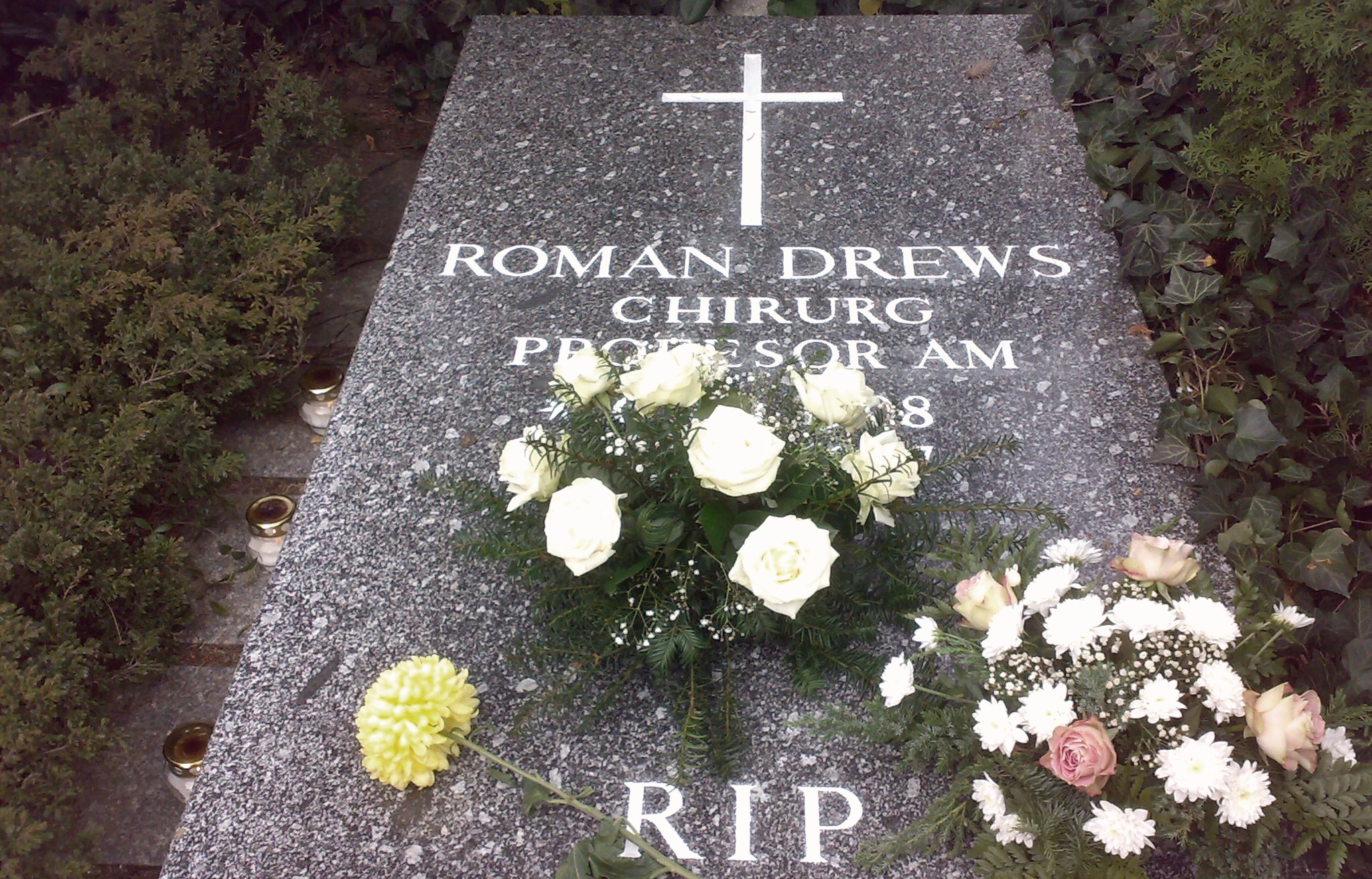
Grób Romana Drewsa na Cmentarzu Junikowskim w Poznaniu (aleja zasłużonych)

Roman Drews (ur. 6 sierpnia 1908 w Chodzieży, zm. 17 kwietnia 1977) – prof. dr hab. med., jeden z najwybitniejszych chirurgów polskich XX wieku, kontynuator poznańskiej szkoły chirurgicznej prof. Antoniego Jurasza (juniora).

## Życiorys
Roman Drews urodził się jako syn Konstantego 6 sierpnia 1908 w Chodzieży, gdzie w maju 1927 ukończył Państwowe Gimnazjum św. Barbary, zdając egzamin dojrzałości. W latach 1927–1933 odbył studia w Wydziale Lekarskim Uniwersytetu Poznańskiego, na którym 10 czerwca 1933 otrzymał tytuł lekarza medycyny. W latach 1934–1939 pracował jako asystent, a następnie jako starszy asystent w Klinice Chirurgicznej Uniwersytetu Poznańskiego, pod kierunkiem profesora Antoniego Jurasza juniora. Po wybuchu wojny, w październiku 1939 został wysiedlony z Poznania.
Wojnę spędził w Ostrowcu Świętokrzyskim, pracując na stanowisku ordynatora oddziału chirurgicznego w szpitalu ubezpieczalni społecznej. W tych latach wielokrotnie leczył i ukrywał partyzantów w szpitalu, a także udzielał pomocy lekarskiej w terenie. W Ostrowcu Świętokrzyskim poznał swoją przyszłą żonę, Marię Osłońską, wysiedloną z Sosnowca, ówczesną studentkę Wydziału Lekarskiego TUZZ w Warszawie, łączniczkę AK (później lekarza stomatologa, doktora nauk medycznych). W kwietniu 1944 ożenił się z Marią Osłońską, z którą miał czterech synów: Michała, Andrzeja, Krzysztofa i Romana. Michał i Krzysztof są obecnie kierownikami klinik Uniwersytetu Medycznego im. K. Marcinkowskiego w Poznaniu, Andrzej jest architektem (mieszka i pracuje w Nowym Jorku), a Roman jako doktor biologii pracuje w Instytucie Badania  Żywności i Leków w Waszyngtonie. Należał do Polskiej Korporacji Akademickiej Aesculapia w Poznaniu. Habilitował się z chirurgii na podstawie pracy „Badania kliniczne i doświadczalne nad glikoneogenezą w stanach pooperacyjnych”. W czerwcu 1951 mianowany został profesorem nadzwyczajnym, a w kwietniu 1962 profesorem zwyczajnym. W 1974 roku Akademia Medyczna w Poznaniu wyróżniła prof. Romana Drewsa najwyższą swą godnością, tytułem  doktora honoris causa.
Pochowany w alei zasłużonych na Cmentarzu Junikowskim w Poznaniu (AZ-P-126).

## Odznaczenie
- Krzyż Kawalerski Orderu Odrodzenia Polski (1954)[4]

## Upamiętnienie
Chirurga upamiętnia ulica na osiedlu Różany Potok w Poznaniu oraz ulica w Chodzieży. Szpital Powiatowy w Chodzieży nosi imię prof. Romana Drewsa.